# Чемульпо (станция метро)
«Чемульпо» (кор. 제물포역) — наземная станция Сеульского метро на Первой (Линия Кёнкин) линии. На станции установлены платформенные раздвижные двери.
Поблизости к станции расположен Кампус Чемульпо Инчхонского национального университета.
Она представлена двумя островными платформами. Станция обслуживается Корейской национальной железнодорожной корпорацией (Korail). Расположена в квартале Тохва-1-дон района Мичухол города Инчхон (Республика Корея).
На Первой линии поезда Кёнвон экспресс (GWː Gyeongwon) и Кёнкин экспресс (GI: Gyeongin) обслуживают станцию; Кёнбусон красный экспресс (GB: Gyeongbu red express) и Кёнбусон зелёный экспресс (SC: Gyeongbu green express) не обслуживают станцию.
Пассажиропоток — на 1 линии 16 475 чел/день (на 2012 год).